# Czyżynka
Czyżynka (Struga) – potok, prawostronny dopływ Strzegomki o długości 13,13 km. 
Płynie przez zachodnią część Książańskiego Parku Krajobrazowego. Czyżynka tworzy jar, którego wysokość sięga kilkudziesięciu metrów, a szerokość dochodzi do 150 m. Płynie przez wsie Lubomin, Strugę i Cieszów, we wsi Chwaliszów wpada do Strzegomki. Opływa też wzgórze z ruinami zamku Cisy.